# Луи-Франсоа дьо Фериер-Совбьоф
Луи-Франсоа, граф дьо Фериер-Совбьоф (на френски: Louis-François, comte de Ferrières-Sauveboeuf) е френски дипломат, шпионин и авантюрист от XVIII – XIX век.
Пътните му бележки от Турция и  балканските ѝ провинции, в които се описва и българското население в Македония, са ценен извор за историята на този район през XVIII век.

## Биография
Роден е през 1762 година в Шато д'Арнак (Château d'Arnac или Moulin d'Arnac) в Нонар, департамент Корез. Четвърти син е на Франсоа дьо Фериер-Совбьоф, граф на Фериер-Совбьоф, и Маргьорит дьо Частеняк от Гюйони. Братовчед на Мирабо.
Първоначално е офицер, а след това, при министъра на външните работи Вержен, става таен агент. Вербуван е да поеме тайни мисии в Близкия Изток под ръководството Дьо Вержен, държавен секретар по външните работи на Луи XVI. Пътува до Италия, откъдето отива в Близкия изток, главно в Турция, след това в Латакия в Сирия и оттам в Исфахан, в Персия където записва наблюденията си върху войните, на които е свидетел.
След време той пише, че тогава в него се събудило чувството за свобода: „Научих, пише той по-късно, да познавам с татарите тази гордост, първото чувство на свободния човек, който няма други водачи освен тези, които е избрал за себе си, и който тръпне само пред името на един несменяем господар”. Той би придружавал Ага-Мехемет в неговите войнствени експедиции, но се стреми преди всичко, както му е наредено, „да отклони шаха от изпращането на стоките с керван от Далечния изток до Кавказ, за да ги върне обратно в Константинопол по стария обичай”. Връща се през Багдад, прекосява Мала Азия и след като пристига в Константинопол, се скарва с посланика Шоазьол-Гуфие. След това се отправя за Франция.
Отново натоварен с министерски писма, той тръгва за Константинопол на 17 май 1788 година с основна цел уреждане на частни въпроси. Става въпрос за интерес към трафик на френско оръжие за Турция. След като изпълнява официалната си мисия, той е уволнен от Шоазьол-Гуфие, който го упреква, че се намесва във френско-турската дипломация. Връща се във Франция през Балканите, преоблечен като турчин, но е спрян недалеч от австро-турския фронт, между Ниш и Белград. Заподозрян в шпионаж, той е върнат окован в лагера на великия везир, споделяйки пленничеството с унгарски войници и офицери, след което е отведен с тях в Константинопол, където е задържан за няколко седмици. След като е освободен, акостира в Тулон в средата на октомври 1788 година. При пристигането си е обект на Lettre de cachet и е прехвърлен в лазарет, а след това в замъка Иф.
Освободен след няколко месеца, той заминава за Париж, където пристига на 20 май 1789 година. През януари 1790 година отпечатва отчетите за своите пътувания. Посещава аристократичното общество, въпреки че по-късно отрича това. По време на терора, от декември 1793 до юли 1794 година, е затворнически информатор за Комитета за обща сигурност. По-късно е освободен. След 1811 година се оттегля в именията си.
Убит е на 18 февруари 1814 година,  причините не са известни.